# Colletinae
Colletinae zijn een onderfamilie van vliesvleugeligen (Hymenoptera) uit de familie van de Colletidae.

## Taxonomie
De volgende geslachten zijn bij de onderfamilie ingedeeld:
(Indicatie van aantallen soorten per geslacht tussen haakjes)
- Anthoglossa  (1)
- Brachyglossula  (7)
- Callomelitta  (11)
- Chrysocolletes  (5)
- Eulonchopria  (6)
- Glossurocolletes  (2)
- Hesperocolletes  (1)
- Leioproctus  (340)
- Lonchopria  (16)
- Lonchorhyncha  (1)
- Mourecotelles  (22)
- Neopasiphae  (3)
- Niltonia  (1)
- Paracolletes  (16)
- Phenacolletes  (1)
- Scrapter  (43)
- Trichocolletes Cockerell, 1912 (40)